# Övre Sulån
Övre Sulån este o arie protejată (arie specială de conservare — SAC, sit de importanță comunitară — SCI) din Suedia întinsă pe o suprafață de 325,9 ha, integral pe uscat.

## Localizare
Centrul sitului Övre Sulån este situat la coordonatele 62°35′48″N 16°50′14″E / 62.5966°N 16.8372°E.

## Înființare
Situl Övre Sulån a fost declarat sit de importanță comunitară în iunie 1996 pentru a proteja 3 specii de animale. Situl a fost protejat și ca arie specială de conservare în martie 2011.

## Biodiversitate
Situată în ecoregiunea boreală, aria protejată conține 7 habitate naturale: Mlaștini turboase de tranziție și turbării mișcătoare, Mlaștini împădurite, Taiga vestică, Pante stâncoase silicioase cu vegetație casmofită, Cursuri de apă de la nivel de câmpie la nivel montan, cu vegetație Ranunculion fluitantis și Callitricho-Batrachion, Lacuri și iazuri distrofice naturale, Păduri caducifoliate de mlaștină fino-scandinave.
La baza desemnării sitului se află mai multe specii protejate:
- mamifere (1): râs eurasiatic (Lynx lynx)
- nevertebrate (1): Margaritifera margaritifera
- pești (1): zglăvoacă (Cottus gobio)